# Пединка
Педи́нка — село в Україні, у Житомирському районі Житомирської області. Входить до складу Любарської селищної громади. Населення становить 694 осіб.

## Географія
У селі Пединка впадає річка Случ.

## Історія
Мальовниче село Пединки розкинулося на правому березі р. Случ за 7 км на південний захід від районного центру Любар. У 19-початку 20 століття окрасою села була чудова панська садиба, розташована серед парку на високому березі річки.
Пединки вперше згадуються в історичних джерелах у 1585 р.в числі інших 45 сіл подарованих князем Костянтином Острозьким невістці Сусанні Шередій (1566-1596), дружині сина Януша Острозького.
Пізніше село увійшло до складу Острозької ординації, величезної латифундії Острозьких, куди увійшли сотні містечок та сіл Волині та Київщини. Надалі ординацією володіли князі Заславські та Сангушки.
У 1753 р. останній бездітний ординат князь Януш Олександр Сангушко поділив ординацію між кількома десятками представниками заможних польських родин. 
Пединки у складі Чуднівського ключа (графства) дісталися казимирському старості князю Антонію-Бенедикту Любомирському (1718-1762), потім перейшли до його родича, краківського каштеляна Антонія Любомирського (1719-1782). Свої чисельні маєтки Любомирські здавали в оренду посесорам, переважно дрібній польській шляхті. Так, згідно Тарифу подимного податку 1754 року Пединки були в оренді у дворянки Янської, а у 1775 р. в оренді скарбниці вільської Анни Виговської. Пізніше Чуднівське графство (ключ) було продане за 800 000 злотих князю Адаму Понінському, а від нього перейшло до графа Прота Потоцького.
Згідно з Офірним реєстром Київського воєводства 1789 року Пединки були в посесії (оренді) у дворянина Леона Машкевича, який вже 1795 року згадується як дідич (власник) села, титулувався як смоленський ловчий та платив так званий ординацький податок.
На початку 19 століття, ймовірно, шляхом шлюбу доньки Леона Машкевича Пракседи та сина серадзького воєводи Міхала Валевського Войцеха (нар. 1780) Пединки перейшли до заможної родини Валевських з тучинської лінії.
Саме Войцех Валевський (в історичній літературі цю родину також згадують як Колона-Валевські, за назвою родового герба "Колона") на початку, але не пізніше першої чверті, 19 століття будує в Пединках чудовий палац в стилі ампір. Він був розміщений на правому високому березі р. Случ, серед не великого пейзажного парку. Головний фасад палацу прикрашав чотириколонний портик з трикутним фронтоном, на якому був розміщений картуш з родовим гербом Валевських. Над головним входом в палац була розміщена пам'ятна таблиця з датою його будівництва. Майже всі кімнати садиби були оздоблені вишуканою ліпниною, підлоги вистелені паркетом з різноманітних порід дерев. В кімнатах були мармурові печі та каміни, стояли старовинні шафи у гданському стилі з бронзою та порцеляною, на стінах висіли родинні портрети та картини відомих художників. Особливу увагу заслуговувала родинна католицька капличка, розташована в одному з приміщень палацу. Її стіни були оздоблені різьбленим дубом. Над вівтарем каплиці висів чудовий старовинний та дорогоцінний образ.
В притул до парку ріс значний фруктовий сад, який був також розплідником для різних порід фруктових дерев, яки йшли на продаж. Садом, як писав сучасник А. Урбанський, який на початку ХХ століття відвідав маєток, поважно ходили білі пави.
Праворуч від палацу стояв довгий одноповерховий господарський флігель, в якому розміщувалися кухня, пекарня та спіжарня. Далі стояли стайні, збудовані в середині 19-го століття великим коштом та майстерністю. В парку також був чудовий розаріум.
Після смерті Войцеха Валевського маєток перейшов до сина Антонія, який був одружений з Н. Ленкевич. Антоній не мав власних дітей, тому садибу отримала спочатку його сестра Юзефа Гіжицька, дружина маршалка житомирського повіту Яна Непомуцена Гіжицького, а потім Пединки перейшли до її доньки Міхаліни, одруженої з Леонардом Шашкевичем. Їхній син Єжи Шашкевич був відомим меценатом, який фінансував перший україномовний часопис на Поділлі "Світова зірниця" (1907). Останній з Шашкевичів був бездітним, тому маєток перейшов до їх родичів, сестри Міхаліни Шашкевич, графині Альбертини Замойської, дружини графа Францішека Ксаверія Замойського з угорської лінії. 
Останньою власницею садиби в Пединках була їх єдина донька Марія Елеонора (1862-1945), вдова князя Адама Францішека Любомирського (1852-1893). Окрім маєтку в Пединках, княгиня володіла палацами в Молочках, в Міжинці (Польща) та замку в Червоногороді (Австро-Угорщина).
Палац, як і парк, не збереглися до нашого часу. Вони були знищені у ході революції та війни 1917-1920 рр. Від величного маєтку залишилося лише приміщення возівні на території зерносховища та залишки старого фруктового саду.

## Населення
Станом на 1885 рік у колишньому власницькому селу Мотовилівської волості Житомирського повіту Волинської губернії мешкало 899 осіб, 107 дворових господарств, існували православна церква, школа, постоялий будинок, водяний млин.
За переписом 1897 року кількість мешканців зросла до 1278 осіб (639 чоловічої статі та 639 — жіночої), з яких 1176 — православної віри.
У 1906 році в селі налічувалося 209 дворів та 1525 осіб.
Колишній орган місцевого самоврядування — Пединківська сільська рада.

### Мова
Розподіл населення за рідною мовою за даними перепису 2001 року:
| Мова            | Кількість | Відсоток |
| --------------- | --------- | -------- |
| українська      | 685       | 98.70%   |
| російська       | 6         | 0.87%    |
| румунська       | 3         | 0.43%    |
| інші/не вказали | 1         | 0.16%    |
| Усього          | 694       | 100%     |